# Taxàcies
Les taxàcies (Taxaceae) són una família de coníferes dins l'ordre de les pinals. Inclou el teix un arbre present als Països Catalans.

## Característiques
La família de les taxàcies és molt antiga, car l'espècie Palaeotaxus rediviva data del Triàsic, fa més de 160 milions d'anys. El gènere Taxus començà a trobar-se en el Juràssic. El teix actual, no apareix fins al Quaternari i en l'actualitat, a part del tipus descrit per Linné, s'ha diversificat en set subespècies més.
Inclou, segons la interpretació taxonòmica que s'apliqui, tres gèneres que inclouen de 7 a 12 espècies (taxàcies en sentit estricte) o bé sis gèneres amb 28 espècies (taxàcies en sentit ampli que inclou tota la família Cephalotaxaceae).
Prenen la forma de petits arbres o arbusts de fulles en espiral i persistents. Normalment són dioiques i rarament monoiques. Les flors femenines fecundades desenvolupen una estructura carnosa coneguda com a aril que només parcialment envolta la llavor.

## Gèneres
- Taxaceae sensu stricto
  - Taxus
  - Pseudotaxus
  - Austrotaxus

- Cephalotaxaceae
  - Torreya
  - Amentotaxus
  - Cephalotaxus